# Flamatt
Flamatt är en ort i kommunen Wünnewil-Flamatt i kantonen Fribourg, Schweiz. 